# Шиловка (Наровчатський район)
Ши́ловка (рос. Шиловка) — село складі Наровчатського району Пензенської області, Росія.
Населення — 131 особа (2010; 180 у 2002).
Національний склад станом на 2002 рік:
- росіяни — 91 %